# Чешка Шлеска
Чешка Шлеска или Шлезија, Шљонск (чеш. České Slezsko, шл. ,  , пољ. Śląsk Czeski; понекад Моравска Шлеска или Шлезија (чеш. Moravské Slezsko, шл. , пољ. Śląsk Morawski), је једна од историјских три историјских чешких земаља (земаља чешке круне). Налази се на крајњем северо-истоку Чешке Републике и чини њен мали део. Иако се често назива и само Шлеска или Шлезија, Чешка Шлеска чини тек мањи део историјске области Шлеска. Некада је била позната и као Аустријска Шлеска или Шлезија, а од 1918. до 1945. године као Судетска Шлеска или Шлезија (шл. , пољ. Śląsk Sudecki).

## Географија
Чешка Шлеска се простире на крајњем северо-истоку земље кроз Моравско-Шлеског краја и мањим делом кроз Оломоуцки крај. То је подручје западно и источно од града Острава који је и највећи град у том региону.
Област обухвата Судетске планине. На истоку, реке које чине границу са Пољском, односно пољским делом Шлезије су Одра, Опава и Олша, док границу са Моравском чине реке Одра и Остравице на југу ове регије. На југоистоку, Чешка Шлеска се граничи са Словачком.
Међу већим градовима су Острава, Опава, Чешки Тјешин и Карвина.

## Историја
Током средњег века, територија је наизменично падала како под Чешку, тако под пољску управу. Почетком 13. века, Шлеска се формирала као историјска земља у области долине реке Одре. Делила се на горњу и доњу Шлеску. Доња Шлеска се распала на још мање територије којима су управљали различити владари. Област око реке Опаве је припадала Моравској, а Отакар II од Чешке је дао свом ванбрачном прворођеном сину Николи да управља поседима у тој области у 13. веку. Никола I тада постаје оснивач бочне стране династије Пшемисловића и војвода од Опаве. Ове области је заузео и ујединио Иван Луксембуршки у периоду од 1327, до поптуног присаједињења Шлеске Чешкој краљевини 1335. године.
У каснијем периоду, ова област потпада под Хабзбуршком монархијом, односно под Аустријско царство. Ипак, након Рата за Аустријско наслеђе у периоду од 1740. до 1748. године, велики део Шлезије пада под Пруско краљевство, а мали део који приближно одговара данашњој Чешкој Шлеској остаје у Аустријском царству. Тада је ова територија била позната као Аустријска Шлеска.
Након Првог светског рата, због релативне немачке већине, Чешка Шлеска потпада под Републику Немачку Аустрију, али Споразумом из Сен-Жермена из 1919. године, ова област потпада под новоформирану Чехословачку. У периоду од 1918. до 1945. године, област је била позната и као Судетска Шлеска. Након Минхенског споразума из 1938. године, област окупира Немачка, а током Другог светског рата, цела Шлеска ће се наћи под немачком окупацијом. Након ослобођења од окупације, Чешка Шлеска поново потпада под Чехословачку, а због декрета тадашњег чешког председника Едварда Бенеша, Немци бивају протерани из те области.

## Култура и становништво
Већина становништва данашње Чешке Шлеске су Чеси, а мањим делом Пољаци. Говоре већином чешким језиком. Постоје и мањи дијалекти, попут Лашког дијалекта, кога чешки лингвисти сматрају делом чешког језика, док пољски лингвисти сматрају да је његовог порекло у пољском језику. У мањим местима на граници са Пољском, ка пољском граду Ћешину, Пољаци говоре локалним шлеским дијалектом.
Због открића угља у близини Остраве, крајем 19. и током 20. века ова област је била захваћена наглом индустријализацијом. Због тога је Острава постала највећа индустријска конурбација, састављена од чешког и пољског дела. Данас су многобројне фабрике опустеле због смањене индустријске производње.

## Познате личности
- Мартин из Опаве, хроничар из 13. века и свештеник
- Ханс Кудлих, аустријски политички активиста из 19. века
- Иван Лендл, бивши професионални тенисер, који је играо за Чехословачку и Сједињене Америчке Државе
- Јохан Палиса, аустријски астроном
- Јурај Трановски, чешки свештеник и химнописац, познат и као Словенски Лутер
- Грегор Мендел, аустријски свештеник, биолог, ботаничар и математичар који се сматра зачетником класичне генетике